# 김선빈 (축구 선수)
김선빈(1995년 3월 7일 ~ )는 대한민국의 축구 선수로, 포지션은 공격수이다.

손 아카데미 출신